# Ану (индуизм)
Ану (санскр. अनु) — персонаж индуистской литературы, который также появляется в «Махабхарате». Он был вторым сыном махараджи (царя) Яяти и Шармиштхи, его служанки и второй жены.

## В ведийской литературе
В Ригведе (RV 1.108.8; RV 8.10.5) и «Махабхарате» «ану» — название неарийского племени. Один из царей племени, Раджа Анга, был чакравартином (AB 8.22).

## В «Махабхарате»
Ану — единокровный брат Яду и Турвасу, сыновей махараджи Яяти и Деваяни. Его отец нарушил своё брачное обещание и женился на Шармиштхе, которая родила от него Друхью, Ану и Пуру. Махагуру Шукра, тесть Яяти, проклял его, и тот мгновенно состарился. Однако он позволил Яяти передать своё проклятие одному из своих сыновей. Четверо из них, включая Ану, отказались. Только Пуру оказался готов нести старость своего отца.
Яяти забрал у Ану и его братьев право быть наследниками царства и проклял их потомков. Они основали свои собственные государства. Потомки Яду стали Ядавами, от Турвасу произошли Яваны, от Друхью — население Бходжи, от Ану — Млеччхи. Пуру стал родоначальником Пауравов.